# 몬테로 (볼리비아)

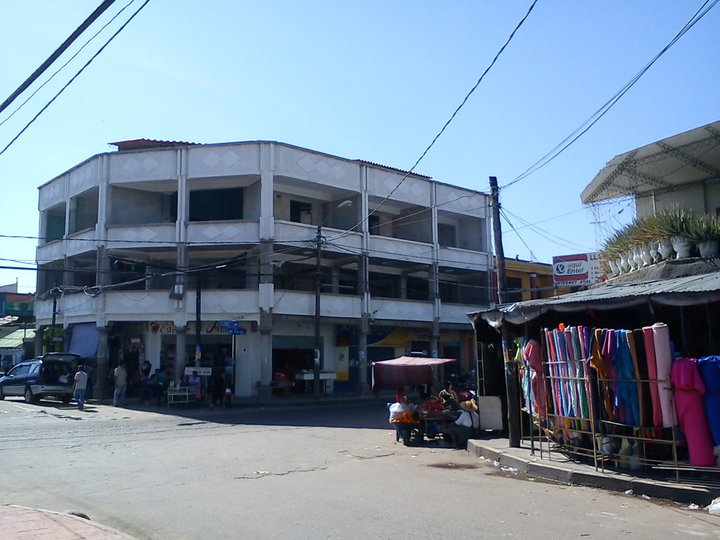
몬테로

몬테로(스페인어: Montero)는 볼리비아 산타크루스 주에 위치한 도시로 면적은 280km2, 높이는 357m, 인구는 109,503명(2012년 기준)이다. 산타크루스데라시에라에서 북쪽으로 약 50km 정도 떨어진 곳에 위치한다.